# 6226 Полуоррен
6226 Полуоррен (6226 Paulwarren) — астероїд головного поясу, відкритий 2 березня 1981 року.
Тіссеранів параметр щодо Юпітера — 3,646.
Названо на честь Пола Уоррена (англ. Paul Warren нар. 1953) дослідника-геохіміка в Університеті Каліфорнії у Лос-Анжелесі, котрий зробив великий внесок у дослідження геохімічних особливостей планет.